# Brynjólfur Þorgeirsson
Brynjólfur gamli Þorgeirsson (Thorgeirsson, apodado el Viejo, n. 845) fue un vikingo de Noruega que emigró a Islandia donde fundó un asentamiento en Völlur, Breiðabólstaður í Fljótshlíð, Rangárvallasýsla. Era hijo del noruego Þorgeir Vestarsson (n. 830) quien tuvo dos hijos más que también emigraron y fueron colonos en la isla: Herjólfur (n. 847) y Ævar (n. 855). 
Brynjólfur fue el primer goði del clan familiar de los Fljótsdælir. Tuvo dos hijos: 
- Ásvör Brynjólfsdóttir (n. 872), que casó con el colono noruego Þórir Atlason; y
- Össur Brynjólfsson.